# Validentia celebivaga
Validentia celebivaga är en stekelart som först beskrevs av Heinrich 1934.  Validentia celebivaga ingår i släktet Validentia och familjen brokparasitsteklar. Utöver nominatformen finns också underarten V. c. australis.